# Лонтонг
Лонто́нг (індонез. lontong) — національна страва країн Південно-Східної Азії, зокрема, Індонезії, Малайзії, Сінгапуру, Брунею. Являє собою щільний брикет з рису чи, рідше, з інших злаків, зварений в обгортці з бананового листя. Може подаватися у вигляді гарніру або служити інгредієнтом різних більш складних страв, які в цьому випадку нерідко також називають «лонтонг».

## Походження і поширення
Лонтонг є одним з декількох традиційних способів приготування рису — основної зернової культури Південно-Східної Азії — на значній частині Малайського архіпелагу і Малайського півострова. Особливого поширення він отримав в Індонезії, де належить до числа найбільш популярних національних страв. Назва «лонтонг» є спільною для Малайзії, Сінгапуру, Брунею та більшості районів Індонезії, хоча в останній є і кілька місцевих найменувань цієї страви. Так, серед сунданців, що складають основне населення Західної Яви, він відомий як «лепет» (сунд. leupeut). Відмінною рисою сунданського лепету є його відносно невелика довжина .
Лонтонг винайшли через необхідність заготовляти варений рис про запас — щільна обгортка з бананового листя забезпечує досить тривале збереження продукту. Крім того, компактна і практична форма згортка полегшує його транспортування — за рахунок цього лонтонг історично служив одним з основних харчів селян, які працюють в полі на відстані від будинку, лісорубів, рибалок і подорожніх .

## Приготування і різновиди

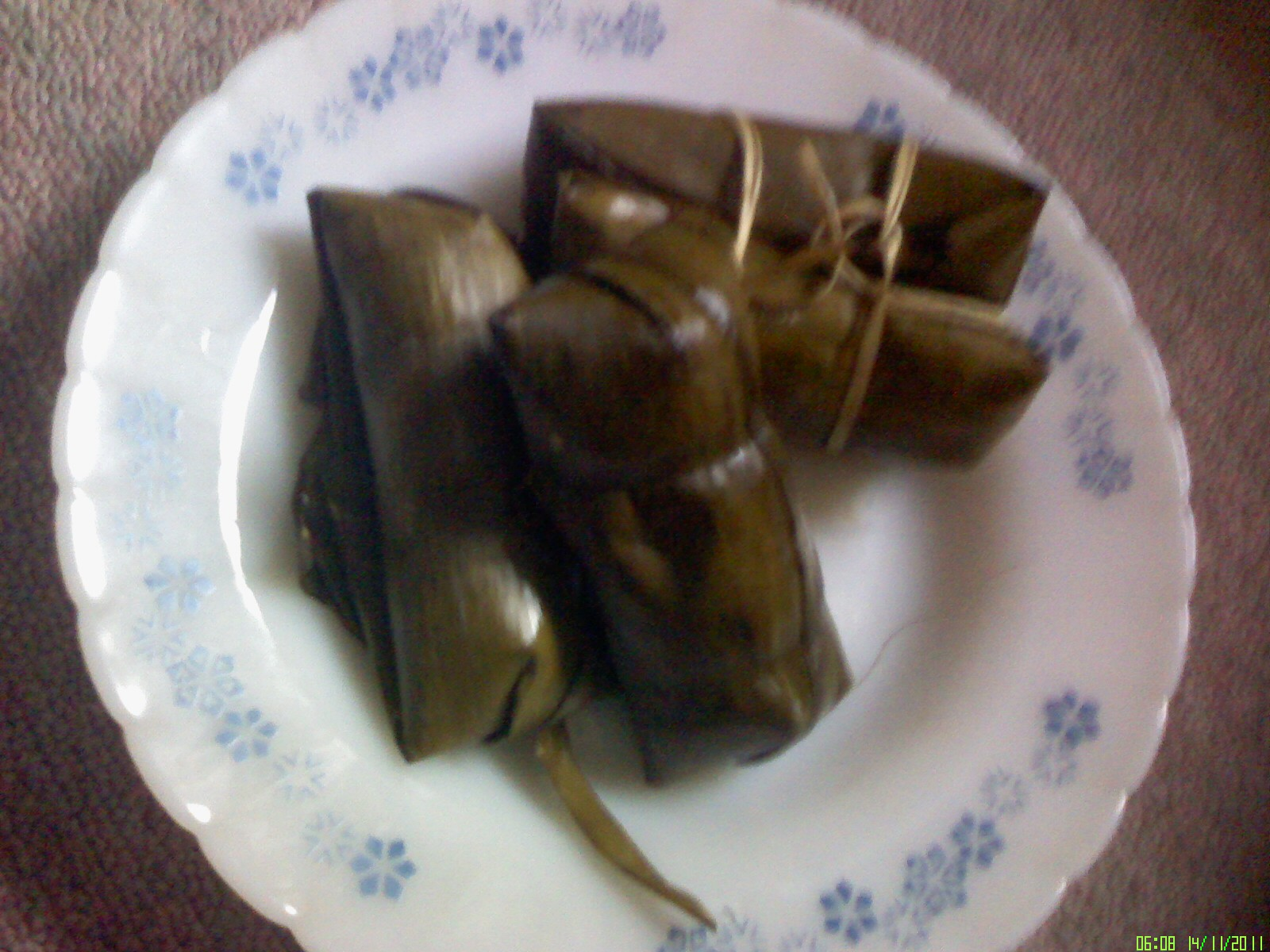
Невеликі лонтонги — лепеті, поширені на Західній Яві.

З кулінарної думки лонтонг являє собою досить просту страву. Рис, переважно клейких сортів, варять майже до готовності, потім ділять на порції об'ємом близько 100—200 мл. З них формують довгасті «ковбаски» завтовшки 3-5 см і завдовжки, як правило, від 15 до 30 см, які щільно обгортають свіжим банановим листям. Традиційно для закріплення обгортки використовували пальмові волокна, проте зараз широко застосовують натуральні або синтетичні нитки, а також зубочистки і скріпки  . Крім того, у другій половині XX століття поряд з традиційним способом стали застосовувати приготування лонтонга в особливих дірчастих контейнерах циліндричної форми — металевих або пластикових, куди поміщають загорнуті банановим листом рисові «ковбаски». Контейнери дозволяють забезпечити більш рівну форму і стандартний розмір готових лонтонгів .
Згортки — в контейнерах або без них — поміщають в каструлю з водою і варять на повільному вогні від 2,5 до 4 годин. Воду додають в міру необхідності. Після варіння лонтонги витягують з каструлі і остуджують. У готовому вигляді вони можуть зберігатися досить довго. Оболонку з листя знімають з продукту безпосередньо перед вживанням у їжу. Рисова «ковбаска» виходить вельми щільною і тугою. Її зовнішній шар зазвичай набуває світло-зеленого або жовтуватого відтінку за рахунок тривалого контакту з банановим листям в киплячій воді  .
В окремих регіонах лонтонги готують не тільки з рису, а й з інших злаків, зокрема, з кукурудзи — такий лонтонг має популярність на Центральній Яві. В цьому випадку зерна кукурудзи попередньо замочують на кілька годин. Іноді при варінні кукурудзяних лонтонгів у воду додають цукор, за рахунок чого готовий продукт набуває солодкуватого присмаку .
Лонтонг слід відрізняти від східної за технологією приготування страви — кетупату, яка також широко розповсюджена в Індонезії, Малайзії, Сінгапурі та Брунеї. Кетупат, на відміну від лонтонга, являє собою не довгастий, а прямокутний брикет рису, який обгортають перед варінням не цільними банановим листям, а плетивом із вузьких смужок пальмового листя. Крім того, у випадку з кетупатом у плетиво набивають рис, не зварений до напівготовності, а лише попередньо замочений  . Ще більшою мірою лонтонг відрізняється від лемангу — страви, популярної на Малаккському півострові, Суматрі та Калімантані, в якій рис також загортають в бананове листя, але готують на відкритому вогні в порожніх стовбурах бамбука, всередину яких наливають кокосове молоко.

## Подача та вживання

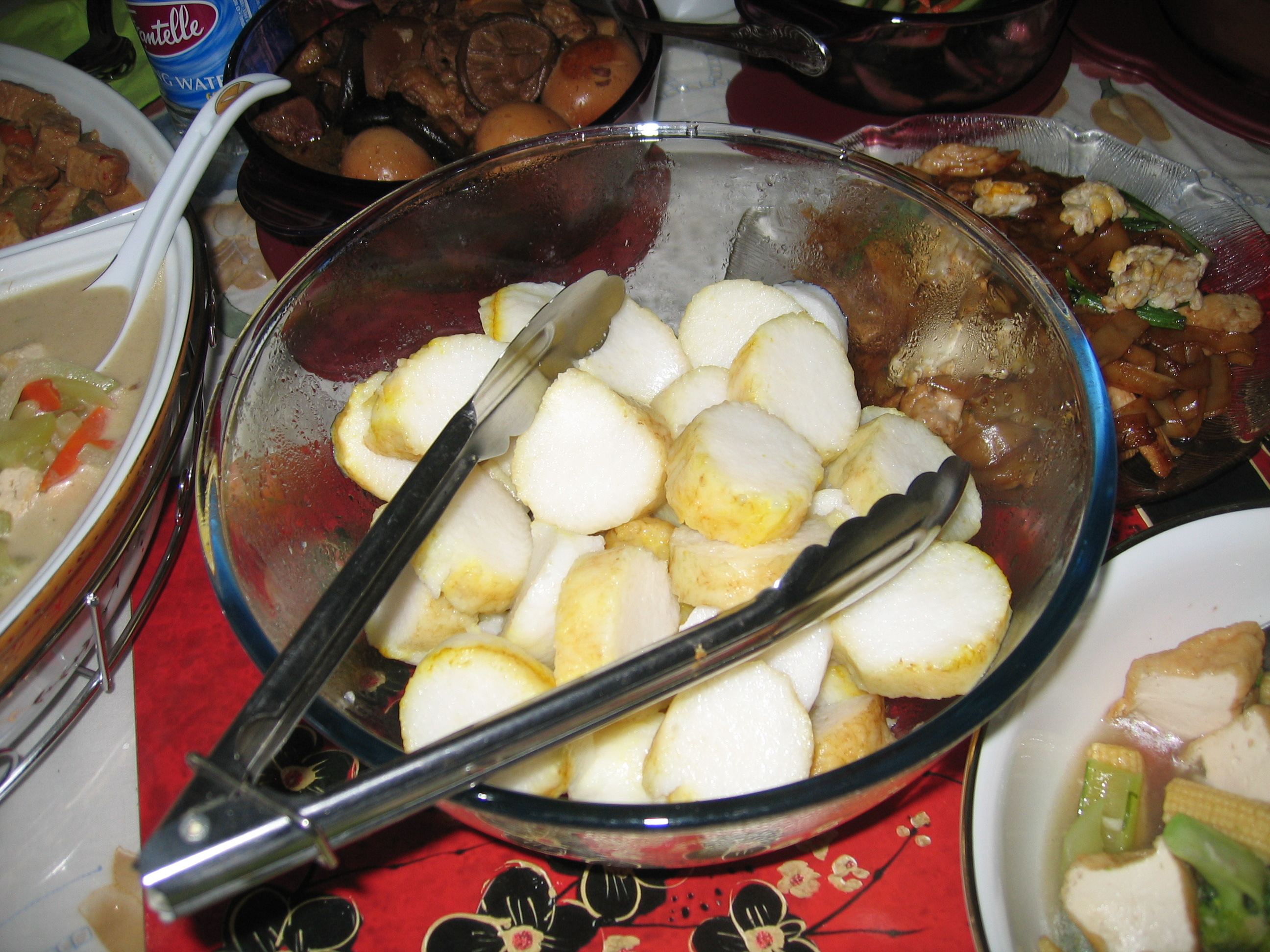
Лонтонг, порізаний кружальцями для змішування з іншими продуктами.

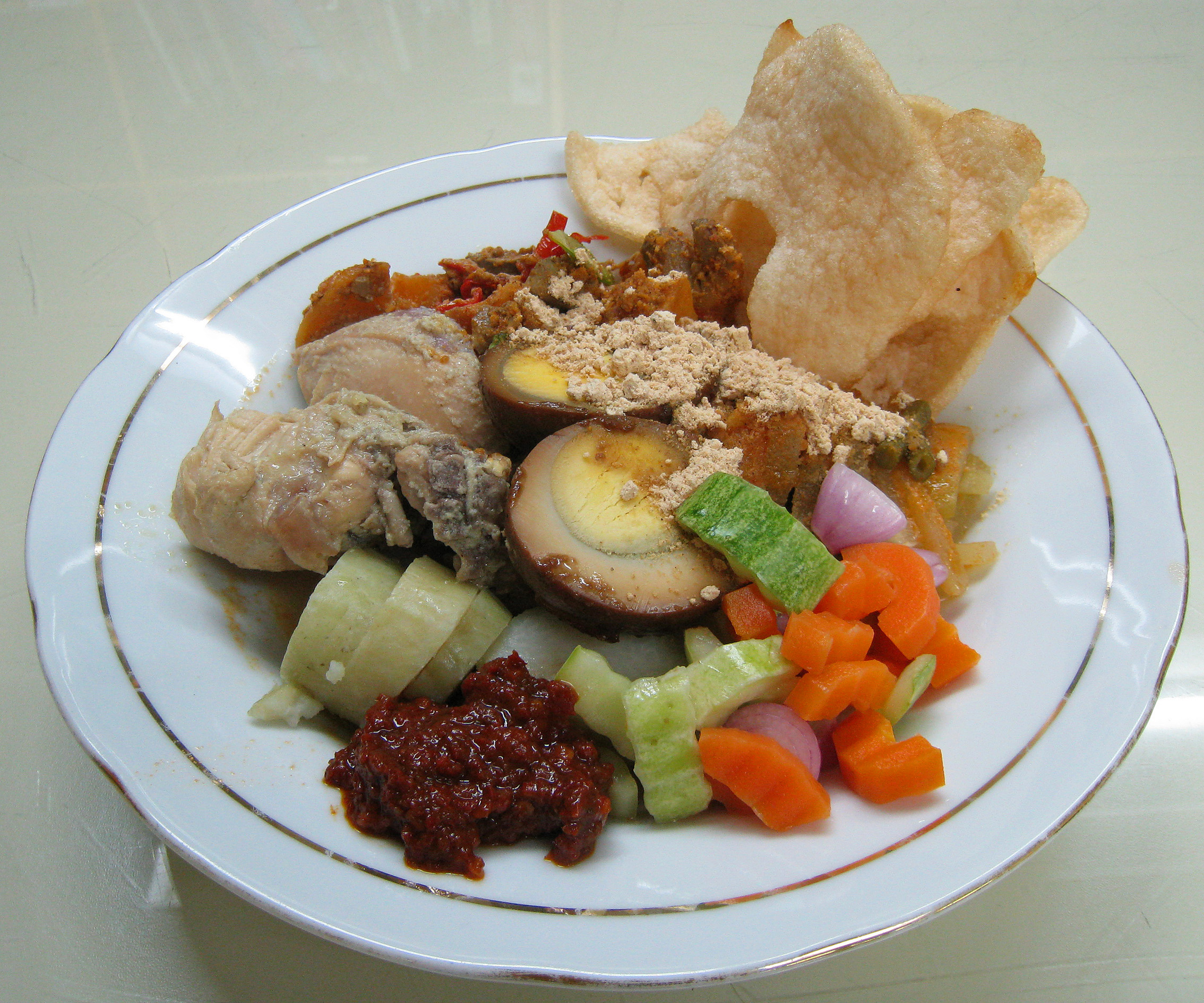
Лонтонг чап-го-ме, популярний серед індонезійських китайців.

Лонтонг є типовою повсякденною стравою. У цьому ще одна його відмінність від кетупата, який відіграє особливу роль в урочистих частуваннях, зокрема, приурочених до мусульманського свята Ураза-байрам, іменованого в регіоні « Ідуль-Фітр», «Айдилфітрі» (індонез. Idul Fitri, малай. Aidilfitri).
Лонтонг нерідко їдять сам по собі, вмочуючи його в соєвий, арахісовий або перцевий соус. Однак частіше він подається до багатьох традиційних страв і виконує при цьому фактично ту ж роль, яку в європейській кухні грають гарнір, хліб або кнедлики: їм заїдають основну страву або ж вимакують соуси і підливи. Особливою популярністю лонтонги користуються в поєднанні зі сате — мініатюрними шашличками, виготовленими з різних видів м'яса і субпродуктів.
Не менш поширене використання лонтонга як складової частини різних більш складних страв. У цьому випадку його ріжуть кільцями і змішують з іншими інгредієнтами  . Характерно, що досить часто страва, приготована з використанням різаного лонтонга, також називається «лонтонг». При цьому, як правило, в назві вказують основні додаткові інгредієнти — наприклад, «овочевий лонтонг» або «лонтонг з курятиною і цибулею». Широко практикують змішування нарізаного лотнога з опором — густим супом на основі кокосового молока: подібна страва називається «лонтонг-опор». Деякі види лонтонга, що вважаються спеціалітетами певних місцевостей або народностей, придбали загальнонаціональну популярність під відповідними назвами, наприклад, лонтонг по-банджарські (з вареним м'якушем плодів хлібного дерева), лонтонг по-Бандунгськи (з пряним соусом типу каррі). Іноді за місцевим варіантом страви закріплюється назва, яка не є похідною від назви регіону, однак міцно асоційована з ним. Наприклад, як специалітет Сурабаї в Індонезії широко відомий лонтонг-балап (індонез. lontong balap, буквально — «лонтонг наввипередки») з додаванням смаженого тофу і сходів різних їстівних рослин  . Своєрідний лонтонг набув поширення серед перанаканів — особливої етнічної групи індонезійських китайців, в значній мірі асимільованих з корінним населенням — «лонтонг чап-го-ме» (індонез. lontong cap go meh). До складу цієї страви, яка традиційно подається до столу в свято ліхтарів, входять курятина й овочі, тушковані в кокосовому молоці, а також сторічне яйце .
Також популярне використання різаного лонтонга в такій страві, як гадо-гадо — подобі овочевого салату, а також в різних супах і кашах. В останній скибочки лонтонга перетворюються на подобу галушок .